# René Zavoral
René Zavoral (* 4. dubna 1976 Havířov) je český manažer, od ledna 2016 generální ředitel Českého rozhlasu.

## Život
Vystudoval politologii na Fakultě sociálních věd Univerzity Karlovy v Praze (v roce 2000 získal titul Mgr.). Koncem 90. let 20. století působil nejprve jako asistent a od roku 1999 jako poradce někdejší místopředsedkyně ODS a předsedkyně Senátu PČR Libuše Benešové. Sám byl členem ODS, ale ze strany v roce 2006 odešel (před svým odchodem byl několik měsíců předsedou místního sdružení ODS v Čelákovicích v okrese Praha-východ).

## Kariéra
V roce 2001 nastoupil do Českého rozhlasu na pozici marketingového a PR manažera, odkud v roce 2005 odešel do Komerční banky. V bance do září 2006 působil v korporátní komunikaci. V říjnu 2006 se do Českého rozhlasu vrátil a stal se ředitelem marketingu a PR. Od dubna 2010 byl ředitelem Odboru komunikace a vnějších vztahů. Oblastí jeho profesního zájmu jsou zvláště public affairs, media relations a korporátní komunikace.
Od 1. listopadu 2011 byl jmenován náměstkem generálního ředitele ČRo pro strategický rozvoj a k 1. dubnu 2013 se stal náměstkem generálního ředitele ČRo pro program a vysílání. V roce 2016 byl zvolen generálním ředitelem Českého rozhlasu.

## Ředitel Českého rozhlasu

### První funkční období
Dne 20. ledna 2016 byl zvolen generálním ředitelem Českého rozhlasu (ve finále získal sedm hlasů z devíti možných, když několik radních na poslední chvíli změnilo názor). Funkce se ujal o den později.
Pří příležitosti 100. výročí Československa byl v pozici generálního ředitele rozhlasu, který zorganizoval velký koncert v Praze.
V dubnu 2019 obhájil Zavoral funkci člena Rozhlasového výboru Evropské vysílací unie (EBU). V letech 2017 až 2023 působil na pozici místopředsedy tohoto výboru. Český rozhlas absolvoval v roce 2018 mezinárodní hodnotící proces EBU, posuzující jakým způsobem naplňuje veřejnou službu. Tato Peer-to-Peer analýza potvrdila nastavené standardy a naplňování hodnot média veřejné služby.

### Druhé funkční období

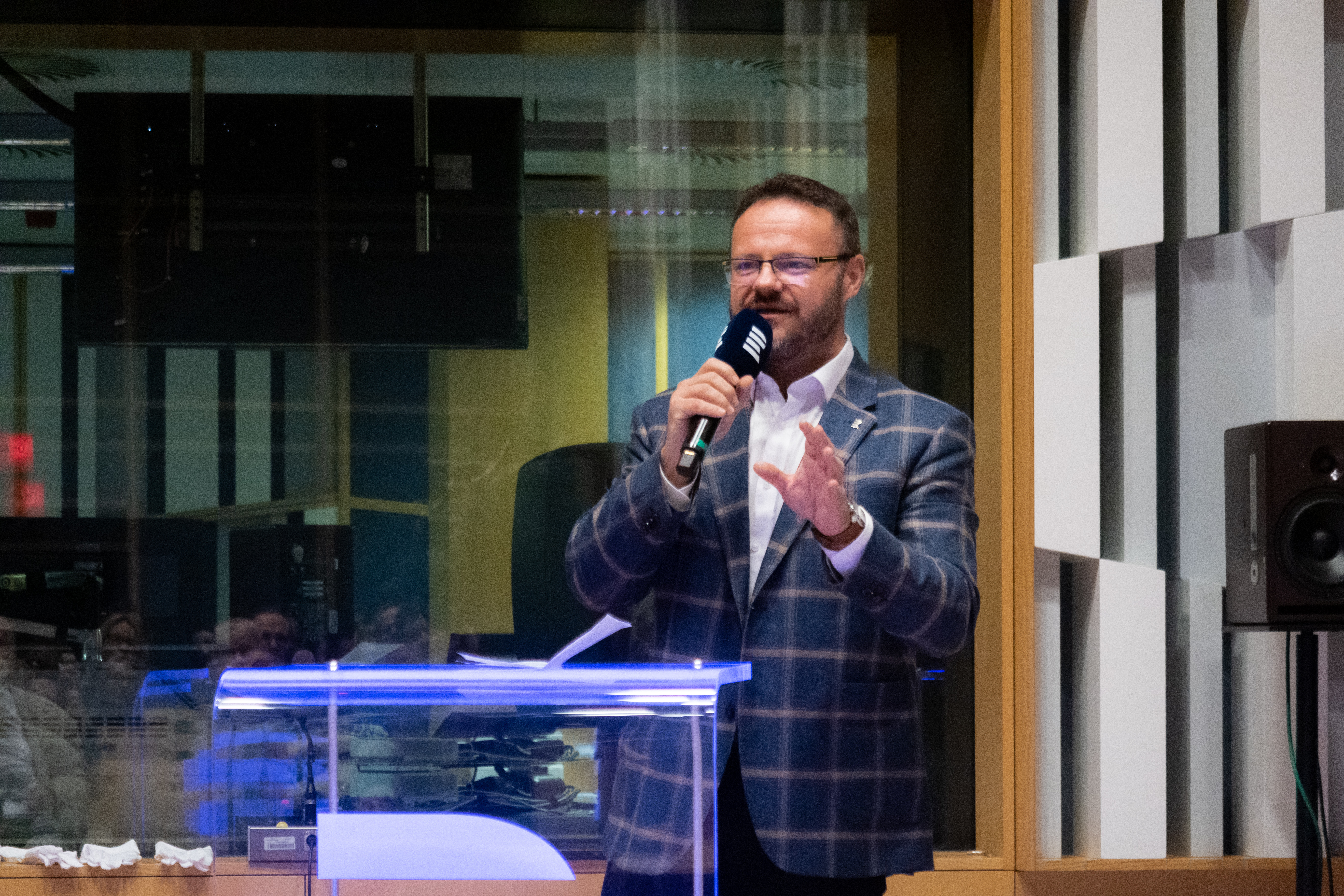
René Zavoral ve Studiu S2 v budově Českého rozhlasu (2025)

V srpnu 2021 jej Rada Českého rozhlasu coby jediného kandidáta opětovně zvolila do funkce generálního ředitele Českého rozhlasu. Jeho druhé funkční období začalo v lednu 2022. V rámci něj navázal na prvních šest let na této pozici. Během této doby vzniklo nebo bylo obnoveno několik regionálních stanic Českého rozhlasu a rozšířily se tak možnosti lokálního vysílání pro posluchače ve Zlíně, Liberci a Karlových Varech. Český rozhlas tak v současné době provozuje regionální studia ve všech krajích České republiky. Během roku 2021 vznikly dvě nové speciální stanice – Radiožurnál Sport, zaměřený na sportovní program včetně přímých přenosů a stanice Český rozhlas Pohoda, která svým obsahem cílí převážně na seniorní posluchače.
S koncem roku 2021 došlo k definitivnímu vypnutí vysílání na středních a dlouhých vlnách, které souviselo s rozvojem digitálního vysílání. Digitalizace má za cíl nabídnout posluchačům pokročilejší veřejnou službu, zejména v podobě širší programové nabídky, kvalitního přenosu vysílání nebo nových multimediálních služeb. Český rozhlas v uplynulých letech rozšířil pokrytí v technologii DAB+ na 96 % populace České republiky. Pokrytí ale i nadále posiluje, zejména v oblasti kvalitního příjmu uvnitř budov.

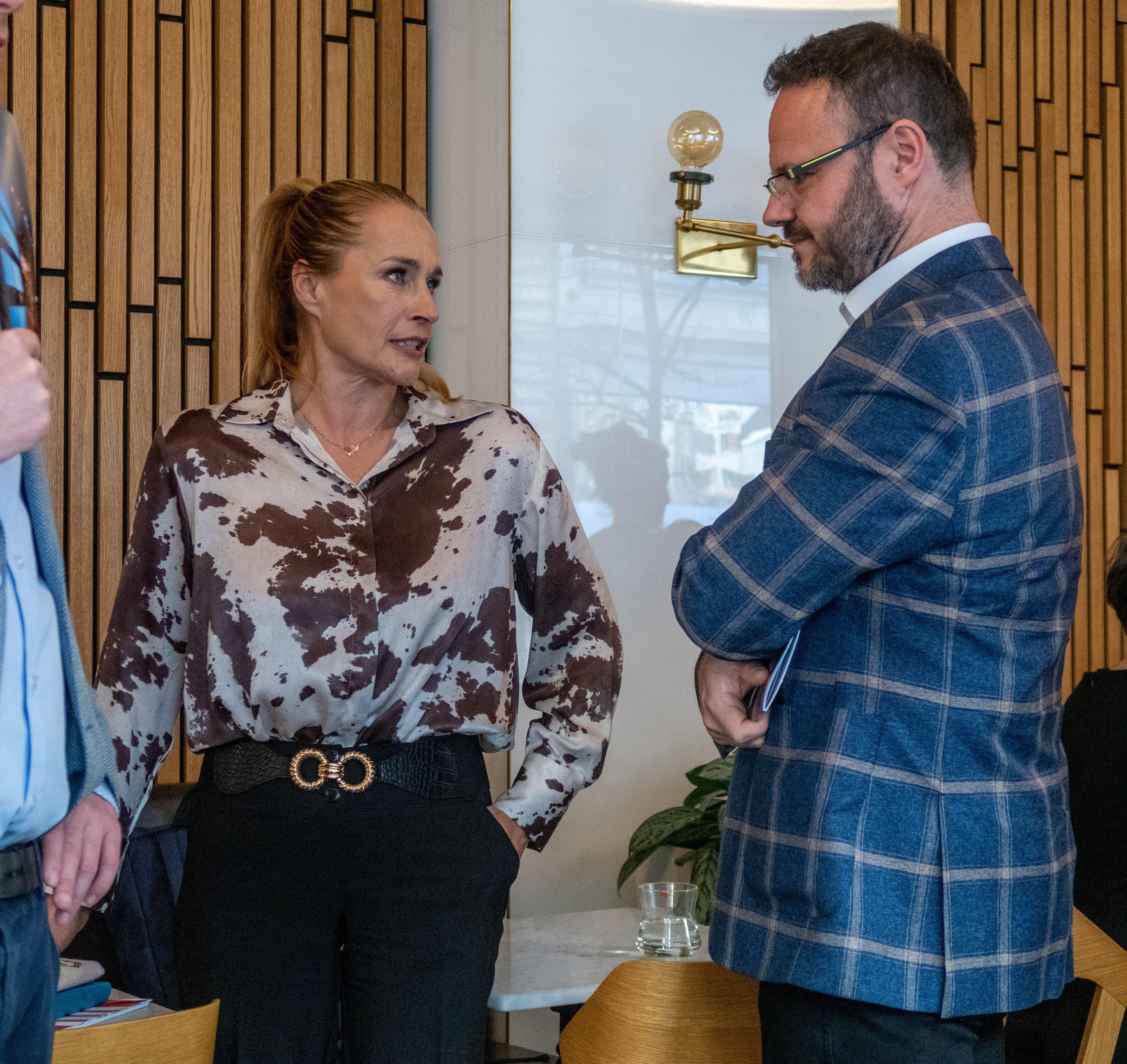
René Zavoral s moderátorkou Lucií Výbornou v Radiocafé Vinohradská 12

Poslechovost stanic Českého rozhlasu zaznamenávala kontinuální rostoucí trend. Průběžné výsledky Radioprojektu potvrzují stabilní pozici i významný podíl ČRo na rádiovém trhu, přičemž Radiožurnál pravidelně obhajuje post nejposlouchanější rozhlasové stanice v České republice.
Důležitým milníkem byly oslavy výročí 100 let od zahájení pravidelného rozhlasového vysílání. Mezi nejvýraznější akce patřil květnový koncert v Riegrových sadech, kam zavítalo dvacet tisíc návštěvníků, a výstava v Národním technickém muzeu mapující technologický vývoj, rozmanitou historii a významné okamžiky Českého rozhlasu.
Český rozhlas se jako médium veřejné služby ve svém vysílání dlouhodobě věnuje tématu environmentální udržitelnosti. Zároveň systematicky podniká kroky, aby byl jeho vlastní provoz environmentálně udržitelnější v celém svém výrobním řetězci. Český rozhlas se jako veřejný zadavatel taktéž věnuje environmentálně odpovědnému zadávání veřejných zakázek.

## Charitativní projekty
Český rozhlas je činný také na charitativním poli. Kromě dlouhodobých projektů jeho Nadačního fondu, jako jsou Ježíškova vnoučata nebo Světluška, podpořil také Ukrajinu zasaženou válečným konfliktem. Český rozhlas od počátku války zajišťuje ukrajinským občanům na území Česka přísun informací z jejich rodné země prostřednictvím kontinuálního vysílání Ukrajinského rozhlasu na rozhlasovém webu i v klasických sítích DAB+ a DVB-T2. Na podporu ukrajinským uprchlíkům také vytvořil speciální souhrnný webový rozcestník, který nabízí praktický ukrajinsko-český Audioslovník s lekcemi pro děti i dospělé nebo pohádky v ukrajinštině od českých spisovatelů.

## Kontroverze
Na zasedání Rady Českého rozhlasu v roce 2018 Zavoral kritizoval investigativního novináře Janka Kroupu kvůli reportáži, jež popsala, jak koncern Agrofert (do února 2017 vlastněný Andrejem Babišem) hospodaří na 1700 hektarech polností s neujasněnou majetkovou strukturou. Na většinu těchto pozemků pobírá dotace. Zavoral kritizoval formu zpracování reportáže, údajné nedostatečné uvedení do kontextu a rozkouskování tématu ve vysílání. Kroupy se zastal bývalý místopředseda Rady Českého rozhlasu (ČRo) Ivan Tesař a poslal Radě ČRo otevřený dopis. Poté, co zhruba dvoustovka pracovníků ČRo podepsala petici, která Zavoralova slova veřejně kritizovala, ředitel svůj původní výrok zmírnil. Sporem se následně zabývala i Rada pro rozhlasové a televizní vysílání, která ve svém usnesení konstatovala nedostatky v práci Janka Kroupy a výslednou reportáž označila za neobjektivní.
Jako pochybení označovala některá česká media také fakt, že ředitel Českého rozhlasu René Zavoral zasedal společně s českými konspirátory v porotě pro udělování tzv. Krameriových cen. Cenu udílí tzv. Asociace nezávislých médií, která sdružuje některé české dezinformátory, jako jsou antisemita Jan Korál, který spravuje jeden z prokremelských webů New World Order Opposition, nebo Ondřej Geršl, který stojí za dalším proruským projektem AC24 a Petr Žantovský, který působil dříve v již zaniklém Geršlově časopise Vědomí. Dalšími členy poroty jsou např. Radomír Pekárek, šéfredaktor dezinformačního webu První zprávy.cz nebo Jaroslav Plesl, šéfredaktor deníku DNES. Zavoral tak podle mediálního odborníka Václava Štětky „legitimizuje spolek, který zaštiťuje média s reputací šiřitelů dezinformací a prokremelské propagandy“. Český rozhlas účast R. Zavorala v porotě odůvodnil snahou o „podporu dialogu v mediálním světě“ a tím, že úkolem médií veřejné služby „není stavět bariéry, ale naopak mosty“. Podle Zavorala se nicméně jeho očekávání od této akce nenaplnila, a proto se již udělování těchto cen neúčastní.
V prosinci 2021 Zavoral oznámil, že ve funkci ředitele Zpravodajství Českého rozhlasu vystřídá od ledna Jana Pokorného Jitka Obzinová. Ta byla mediálně známá nejen fyzickou inzultací své kolegyně v TV Nova, ale také neprofesionálními zásahy do vysílání TV Prima v roce 2016. Požadovala tehdy po redaktorech zpravodajství, aby zobrazovali uprchlickou krizi pouze v negativním světle. Proti Zavoralově rozhodnutí se zvedla vlna kritiky, petici proti jmenování Obzinové podepsalo několik set zaměstnanců a externích spolupracovníků rozhlasu. Ředitel tedy raději ustoupil a Obzinovou nejmenoval.